# Komitet Kultury Fizycznej i Turystyki
Komitet Kultury Fizycznej i Turystyki – centralna jednostka organizacyjna rządu istniejąca w latach 1960–1978, mająca na celu stwarzanie warunków prawidłowego rozwoju kultury fizycznej i turystyki oraz kierowanie sprawami kultury fizycznej i turystyki.

## Powołanie Komitetu
Na podstawie ustawy 1960 r. o organizacji spraw kultury fizycznej i turystyki ustanowiono Komitet w miejsce zniesionego Głównego Komitetu Kultury Fizycznej oraz Komitet do Spraw Turystyki.
Komitet działał przy Radzie Ministrów.

## Zakres działania
Do zakresu działania Komitetu należało w szczególności:
- ustalanie w ramach ogólnej polityki Państwa kierunków oraz planów rozwoju kultury fizycznej, krajoznawstwa i innych form turystyki;
- koordynowanie działalności wszelkich organów państwowych, instytucji i organizacji w zakresie spraw kultury fizycznej i turystyki;
- kontrola i nadzór nad instytucjami i organizacjami w zakresie kultury fizycznej i turystyki oraz związanej z tym działalności finansowej;
- rozwijanie działalności w zakresie kultury fizycznej i turystyki we wszystkich jej formach.

## Skład Komitetu
Komitet składał się z:
- Przewodniczącego,
- zastępców przewodniczącego,
- przewodniczących rad działających przy Komitecie,
- członków.

## Organy Komitetu
Organami Komitetu były:
- Prezydium,
- Przewodniczący Komitetu.

## Organy doradcze
Przy Komitecie działały jako organy doradcze, w tym:
- Rada Wychowania Fizycznego,
- Rada Turystyki,
- Rada Sportu.

Członków Komitetu i przewodniczących rad powoływał i odwoływał Prezes Rady Ministrów na wniosek Przewodniczącego Komitetu.

## Terenowe organy
Terenowymi organami administracji państwowej w sprawach kultury fizycznej i turystyki były komitety kultury fizycznej i turystyki prezydiów wojewódzkich rad narodowych (rad narodowych miast wyłączonych z województw) oraz prezydiów powiatowych (miejskich) rad narodowych.

## Zniesienie Komitetu
Na podstawie ustawy z 1978 r. o utworzeniu Głównego Komitetu Kultury Fizycznej i Sportu zniesiono Główny Komitet Kultury Fizycznej i Turystyki.